# Ceradenia pilipalaea
Ceradenia pilipalaea är en stensöteväxtart som beskrevs av M. Kessler och A. R. Sm. Ceradenia pilipalaea ingår i släktet Ceradenia och familjen Polypodiaceae. Inga underarter finns listade.